# Due agenti molto speciali 2
Due agenti molto speciali 2 (Loin du périph) è un film del 2022 diretto da Louis Leterrier.
La pellicola è il sequel del film del 2012 Due agenti molto speciali.

## Trama
Dopo aver preso strade diverse, i due agenti della Polizia nazionale Ousmane Diakité, divenuto commissario, e François Monge, rimasto capitano, si ritrovano nuovamente a fare squadra, dopo essere stati coinvolti in un caso di regolamento di conti tra narcotrafficanti. La loro indagine li condurrà sulle Alpi francesi.

## Produzione
Il film nasce principalmente dal desiderio degli attori Omar Sy e Laurent Lafitte di lavorare di nuovo insieme. Nel gennaio 2021 Louis Leterrier annuncia che sarà il regista del sequel del film Due agenti molto speciali, dopo aver diretto Omar Sy in alcuni episodi della serie televisiva Lupin, trasmessa su Netflix. Lo sceneggiatore del film sarà Stéphane Kazandjian.
Come Lupin, il film è stato ordinato da Netflix, per cui Leterrier doveva inizialmente dirigere il sequel di Bright con Will Smith.
I titoli di lavorazione del film sono stati: Les Gars sûrs e Au-delà du périph.

### Cast
Oltre ai due protagonisti, al cast si aggiungono Izïa Higelin (nel ruolo di Alice Gautier), Dimitri Storoge, Jo Prestia, Flavie Péan, Sylvia Bergé, Bertrand Usclat, Marie-Christine Adam, Djimo, Élodie Hesme, Jean-Louis Tilburg e Rachid Metlouti. Compaiono inoltre, riprendendo il ruolo dal precedente capitolo, Sabrina Ouazani che interpreta Yasmine e Mahamadou Sangaré che interpreta Yves, il figlio di Ousmane.

### Riprese

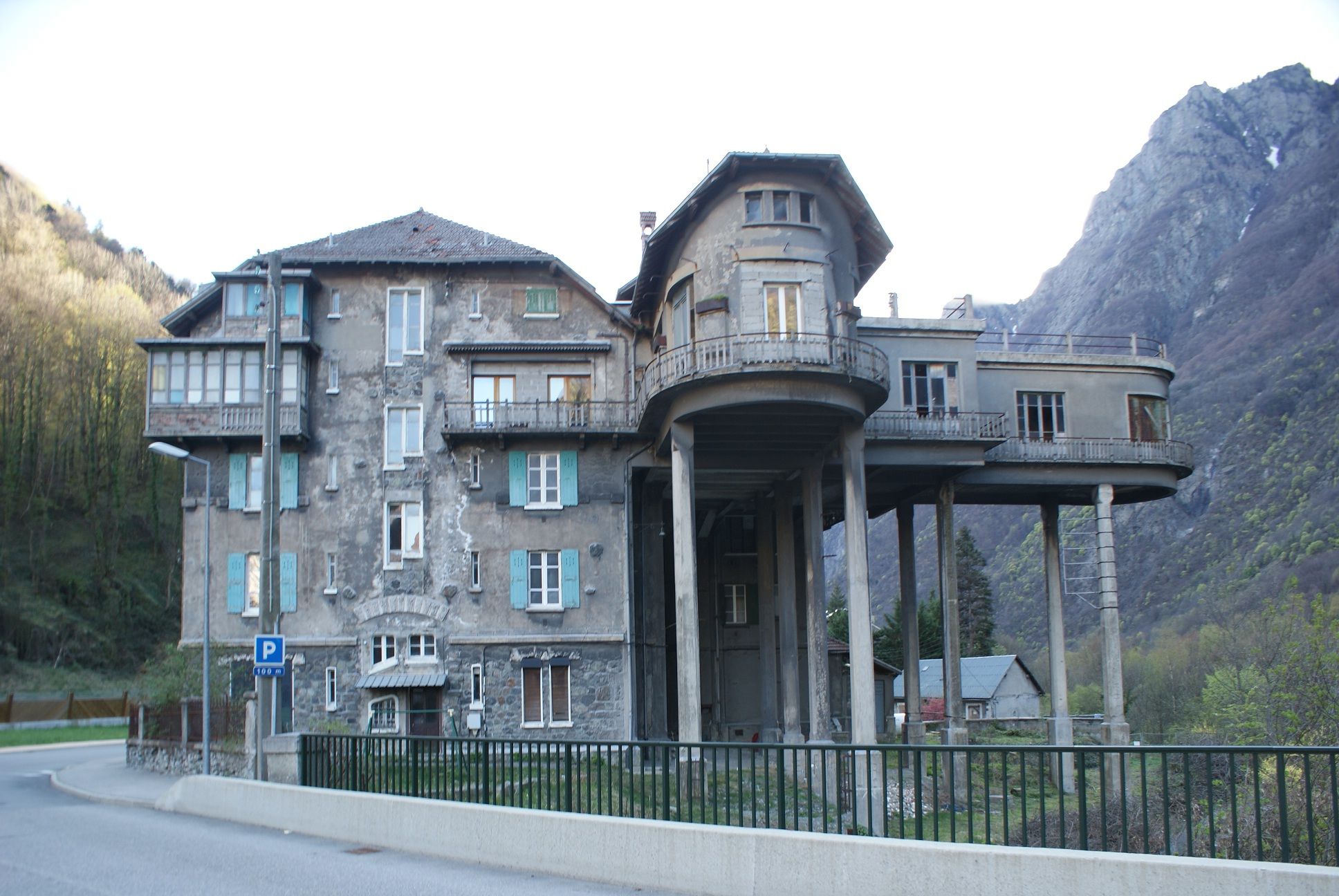
Villa Keller

Le prime riprese si svolgono a Parigi, a metà marzo 2021. Altre riprese vengono fatte anche nel dipartimento di Isère, principalmente a Livet-et-Gavet, in particolare nella Villa Keller, e a Villard-Bonnot.
Ad aprile le scene vengono girate a Rungis. A maggio sono state girate ulteriori scene ad Albertville, a Bourg-Saint-Maurice e Les Arcs, nel dipartimento della Savoia, e nel comprensorio universitario di Grenoble, in parte situato a Saint-Martin-d'Hères.

## Promozione
Il primo teaser trailer è stato distribuito il 16 marzo 2022.

## Distribuzione
Il film è stato pubblicato su Netflix, a livello globale, il 6 maggio 2022.